# Techniques théâtrales
Les techniques théâtrales sont des processus qui facilitent la représentation d'une œuvre théâtrale. Elles incluent les pratiques qui améliorent la compréhension que le public aura de la mise en scène et du jeu des acteurs.

## Techniques
- La teichoscopie
- La technique du dramaturge
- La technique du metteur en scène
- Les trois unités
- Le chant
- La distanciation brechtienne
- L'improvisation
- La Méthode
- Le mime
- L'Onnagata
- L'Outrapo
- Le théâtre d'effigie
- Le théâtre forum
- La scansion
- Le dogme 2002 pour le théâtre
- Le contre-acte

### La teichoscopie
L'une des plus anciennes techniques utilisées est celle de la teichoscopie ou le « point de vue du mur » (du grec teichoskopia (τειχοσκοπία) : « vision à partir du mur de la cité »), dans laquelle les acteurs observent les évènements au-delà des limites de la scène, comme une bataille, et en parlent sur scène pendant que la bataille se déroule, par opposition à un évènement rapporté à une heure postérieure à sa réalisation.
Le terme vient d'une scène de l’Iliade d'Homère (chant III, v.121 à 244) où Hélène décrit au roi Priam les héros achéens venus assiéger Troie et qu'elle est la seule à pouvoir nommer tous. Cette scène est reprise et utilisée par les poètes tragiques grecs dans les pièces décrivant le siège d'une cité, comme Les Sept contre Thèbes d'Eschyle ou Les Phéniciennes d'Euripide.
La teichoscopie élargit l'espace scénique, en y faisant apparaître des scènes que l'on ne peut montrer, soit parce qu'elles ne sont pas techniquement réalisables, soit parce qu'elles sont jugées violentes ou inconvenantes.

### La technique du dramaturge
Les techniques théâtrales font partie des qualités du dramaturge, comme une sorte de mimésis plutôt qu'une simple illusion ou imitation de la vie, dans la mesure où l'écrivain est capable de présenter une réalité différente au public, mais crédible et vraisemblable. Un autre aspect lié est celui des dialogues, qui doivent rendre les personnages vivants et leur permettre un développement au fil de l'intrigue.
L'habileté de l'écrivain réside aussi dans sa capacité à exprimer au public les idées essentielles de son œuvre dans le cadre contraignant de la représentation. Enfin, son choix de diviser la pièce en plusieurs parties (comme les actes, les scènes), sa manière de gérer les changements de lieu, les entrées et sorties des personnages, sont tant d'autres caractéristiques de sa technique.
L'une des fonctions du dramaturge est celle qui est concernée par l'adaptation des pièces traditionnelles, comme les collages de Charles Marowitz à partir d'Hamlet et Macbeth et d'autres ré-interprétations des œuvres de Shakespeare. On peut se référer aussi à l'approche de Tom Stoppard dans Rosencrantz et Guildenstern sont morts ; son Dogg’s Hamlet (où apparaissent différents personnages : Abel, Baker, Charlie, Dogg, Easy, et Fox Major), ainsi que son Cahoot’s Macbeth.

### La technique du metteur en scène
Cependant, le travail de l'écrivain est reflété par l'interprétation du metteur en scène et ses indications, séparées du texte original. Ces indications comprennent généralement les détails de mise en scène : la géographie de la scène, les notes sur les personnages donnent de précieuses informations à chaque acteur en particulier.

### La technique de l'acteur
Finalement, c'est par les techniques de jeu des acteurs que le texte et la mise en scène vont pouvoir toucher le public. En plus des techniques vocales et physiques, l'acteur doit développer et maîtriser sa sensibilité émotionnelle. Pour ce faire, il existe diverses "méthodes" dont la plus célèbre est celle du système Stanislavski. Il s'agit ici de faire interagir son vécu personnel ou "mémoire affective" et les sensations innées ou "mémoire reptilienne" avec les sentiments éprouvés par le personnage. Rappelons que le personnage est avant tout un être de papier et, il est du travail du comédien de donner vie à ce papier.
aujourd'hui il faut également mettre l'accent sur le training, la diction… le tout est partie intégrante des cours de théâtre, ateliers, workshops, masterclasses.

### Les trois unités
La règle des trois unités (de temps, d'action et de lieu) était le principe fondamental du théâtre classique français durant la première partie du XVIIe siècle. Cette tradition fut introduite par Jean Mairet et l'Abbé d'Aubignac, après une sur-interprétation de la Poétique d'Aristote, et le critique Castelvetro insista auprès des dramaturges pour qu'ils adhèrent aux unités.
Dans sa Poétique, Aristote avait simplement recommandé aux écrivains de limiter l'action à une seule intrigue plutôt que d'autres intrigues secondaires, et de restreindre la durée de l'action à une journée complète. Il avait spécificié ce dernier paramètre après avoir constaté que le temps d'une journée était un temps d'attention maximum que l'on pouvait exiger du public. Quant à l'unité de lieu, qui condamnait l'intrigue à se dérouler dans un environnement restreint, elle n'était tout simplement pas évoquée par le philosophe.
Les effets des trois unités sur le théâtre français rendirent la représentation des pièces très contraignante : c'est seulement lorsque les dramaturges plus tardifs omirent de mentionner des époques et des lieux spécifiques que les représentations devinrent à nouveau créatives.

### La distanciation brechtienne
La distanciation brechtienne, (ou plus précisément le Verfremdungseffekt) tente d'empêcher le public de succomber à l'illusion inhérente dans la présentation d'une pièce, en distanciant le spectateur de ce qui arrive sur scène, c'est-à-dire, en rompant l'effet de catharsis inhérent au théâtre conventionnel dit « aristotélicien ». Des éléments de surprise (des acteurs jouant directement dans l'assistance ou permutant leurs personnages pendant la pièce, par exemple) visent à confronter le public à l'illusion théâtrale et à le rendre attentif à la mimésis à laquelle il assiste. Cet effet de distanciation permet une forme théâtrale plus didactique, à visée politique, principalement marxiste.
Une phrase de Bertolt Brecht très connue, et qui sous-entend que son théâtre n'est pas là pour créer l'illusion, mais pour servir une cause: « À quoi reconnaît-on un chinois sur une scène de théâtre? À son maquillage jaune. »
Le théâtre devient un médium, un outil d'expression, toutes les techniques théâtrales sont ici utilisées non pour raconter une histoire, mais pour que cette histoire provoque une prise de conscience du spectateur face au problème abordé.

## Textes théoriques sur le théâtre
- Poétique (Aristote)
- Le Théâtre et son double (Antonin Artaud)
- L'Art poétique (Nicolas Boileau)
- Petit organon pour le théâtre (Bertolt Brecht)
- L'Espace vide (Peter Brook)
- Paradoxe sur le comédien et Entretiens sur "Le Fils naturel" (Denis Diderot)
- Vers un théâtre pauvre (Jerzy Grotowski)
- La Pratique du théâtre (François Hédelin, abbé d'Aubignac)
- L'art poétique (Horace)
- De l'inutilité du théâtre au théâtre (Alfred Jarry)
- Le Comédien désincarné (Louis Jouvet)
- La Dramaturgie (Yves Lavandier)
- Natya Shastra (Bharata Muni, théâtre indien)
- La Naissance de la tragédie (Friedrich Nietzsche)
- L'Acteur flottant et L'Acteur invisible (Yoshi Oida)
- La Formation de l'acteur et La Construction du Personnage (Constantin Stanislavski)
- La mort de la tragédie (George Steiner)
- Être Acteur et L'Imagination créatrice de l'acteur (Michael Tchekhov)
- Fûshi Kaden (Zeami, théâtre japonais)